# Урлу-Аспак
Урлу-Аспак (рос. Урлу-Аспак) — село Маймінського району, Республіка Алтай Росії. Входить до складу Бірюлінського сільського поселення.
Населення — 419 осіб (2015 рік).